# لونا، آپایائو
لونا با نام رسمی شهرداری لونا (ایلوکویی: Ili ti Luna ; تاگالوگ: Bayan ng Luna)، یک شهرداری درجه دو در استان آپایائو، فیلیپین است. بر اساس سرشماری سال ۲۰۲۰، جمعیت آن ۲۱۲۹۷ نفر است. در حال حاضر به عنوان پایتخت واقعی آپایائو عمل می‌کند که مرکز استان و دفاتر مربوطه در آن مرکز دولتی جدید آپایائو قرار دارد. کابوگائو به عنوان پایتخت قانونی باقی می‌ماند. نام قبلی آن ماکاتل بود و سپس توسط پدر بنیانگذار شهر، کاشف ایلوکانو ، آنتونینو باروگا از دینگراس، ایلوکوس نورته، به لونا تغییر یافت.